# زبولن (جورجیا)
زبولن، جورجیا (به انگلیسی: Zebulon, Georgia) یک شهر در ایالات متحده آمریکا با جمعیت ۱٬۱۸۱ نفر است که در جورجیا واقع شده‌است.

## موقعیت جغرافیایی
موقعیت جغرافیایی شهرها و مناطق اطراف به شرح زیر است: